# Amt Buer
Das Amt Buer war von 1844 bis 1911 ein Amt im Kreis Recklinghausen in der preußischen Provinz Westfalen. Sein ursprüngliches Gebiet gehört heute zu den Städten Gelsenkirchen, Gladbeck und Herten.

## Geschichte

Der Kreis Recklinghausen im Jahr 1845

Im Rahmen der Einführung der Landgemeindeordnung für die Provinz Westfalen wurde 1844 im Kreis Recklinghausen das Amt Buer gebildet. Dem Amt, das aus der Bürgermeisterei Buer hervorging, gehörten zunächst die vier Gemeinden Buer, Gladbeck, Horst und Westerholt an.
Gladbeck schied 1885 aus dem Amt aus und bildete seitdem ein eigenes Amt. Horst schied 1891 ebenfalls aus dem Amt aus und bildete seitdem ein eigenes Amt.
1910 hatte das Amt Buer 64.943 Einwohner.
Die Gemeinde Buer erhielt 1911 das Stadtrecht und bildete seit 1912 einen eigenen Stadtkreis. Westerholt, die einzige im Amt verbliebene Gemeinde, bildete seitdem das Amt Westerholt. Dieses wurde 1934 aufgehoben.